# Palais des comtes (Birsay)
Pour les articles homonymes, voir Palais des comtes.

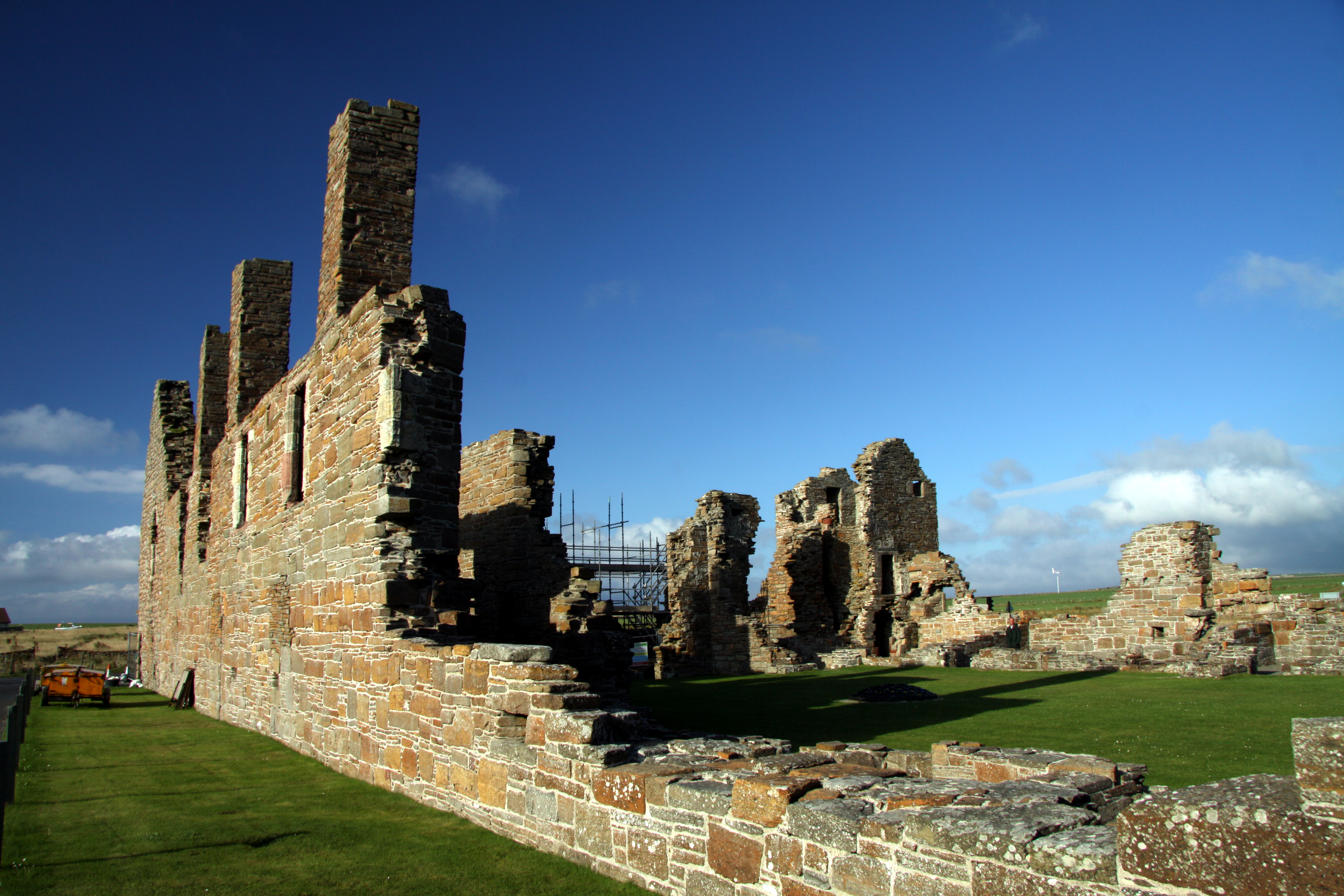

Le Palais des comtes situé à Brisay dans l'île de Mainland (archipel des Orcades), est un château, actuellement en ruine, construit par Robert Stewart, 1re comte des Orcades entre 1569 et 1579.
Robert Stewart (1533-1593), était le fils illégitime du roi d'Écosse Jacques V et sa maîtresse Euphemia Elphinstone. Il a construit un château qui dominait le village en contrebas de la baie de Brisay. En 1633, un document le décrit comme un bâtiment somptueux et majestueux. En 1701, le révérend John Brand souligne les décors du plafond peint avec des scènes bibliques. Mais dès cette époque, laissé à l'abandon, le palais commençait à se détériorer.